# Heksafluorosilicij
Heksafluorosilicij (tudi fluorosilicijeva kislina) je anorganska spojina, katere formula je H2SiF6. Je produkt proizvodnje fluorovodika in produkt fosfatnih gnojil.
Večji delež fluorosilicijeve kisline se uporablja za proizvodnjo aluminijeve kovine, pogosto pa se uporablja tudi pri florizaciji vode.

## Lastnosti
Kot več sorodnih spojin, fluorosilicijeva kislina ne obstaja kot ločena vrsta, zato ker material s formulo H2SiF6 ni bil izoliran.
Fluorosilicijeva kislina se nanaša na ravnotežno zmes fluorosilicijevih anionov (SiF6²-), v vodni raztopini ali drugih topilih, ki vsebujejo močne proton donorje pri nizkih pH (kisline, opisane podobno vključujejo kloroplatinove kisline, fluoroborove kisline in fluorofosforjeve kisline in bolj pogosto, ogljikove kisline). 
Raztopina pri destilaciji fluorosilicijeve  kisline ne proizvede molekule H2SiF6, namesto pare se sestoji iz fluorovodika (HF), SiF4 in vode. 
Vodna raztopina H2SiF6 vsebuje fluorosilicijeve anione, SiF6²- in protonirano vodo. V tej oktaedrični obliki aniona, Si-F vezi distancirajo na 1,71 Å.

## Proizvodnja in glavne reakcije
Kemični vodikov fluorid je proizveden iz fluorida z obdelavo z žveplovo kislino.
Kot stranski produkt, je približno 50 kg H2SiF6 proizvedenega na tono HF zaradi reakcij vključenih mineralnih nečistoč silicijevega dioksida.
H2SiF6 se proizvaja tudi kot stranski proizvod pri proizvodnji fosforne kisline iz apatita in fluorapatita.  Nekaj fluorovodika  reagira s silikatnimi minerali, ki so neizogibna sestavina mineralnih surovin, da nastane silicijev tetrafluorid. V taki obliki silicijev tetrafluorid v naprej reagira z HF. Proces se lahko opiše kot:
```
 SiO
2
 + 6 HF → H
2
SiF
6
 + 2 H
2
O
```

Fluorosilicijeva kislina kislina lahko prav tako nastane z obdelavo silicijevega tetrafluorida in fluorovodikove kisline.
Pri nevtralizaciji raztopine fluorosilicijeve  kisline z bazično alkalno kovino nastajajo ustrezne alkalno metalne fluorosilikatne soli:
```
 H
2
SiF
6
 + 2 NaOH → Na
2
SiF
6
 + 2 H
2
O
```

Nastala sol Na2SiF6 se uporablja predvsem v fluoriranju vode. Podobne amonijeve in barijeve soli so proizvedene za druge uporabe.
Z preseženo osnovo fluorosilikat prestane  hidrolizo tako, da ga nevtralizacija fluorosilicijeve kisline varuje pred to enostavno reakcijo
Na2SiF6 + 4 NaOH → 6 NAF + SiO2 + 2 H2O

## Uporaba
Večina fluorosilicijevih  kislin je pretvorjenih  v aluminijev fluorid in kriolit. Ti materiali so glavni za pretvorbo rude aluminija v kovinski aluminij. Pretvorba v aluminijev trifluorid je opisana kot:
```
 H
2
SiF
6
 + Al
2
O
3
 → 2 AlF
3
 + SiO
2
 + H
2
O
```

Fluorosilicijeva  kislina je pretvorjena tudi v paleto uporabnih fluorosilicijevih soli. Kalijeva sol se uporablja pri proizvodnji porcelana, magnezijeve soli, za utrjevanje betona in kot insekticid, ter barijeva  sol za fosfor.
Fluorosilicijeva kislina se pogosto uporablja za fluorizacijo vode v mnogih državah. 1% - 2% raztopina fluorosilicijeve kisline se uporablja tudi kot baktericid v pivovarstvu.

### Specifična uporaba
H2SiF6 je specializiran reagent v organski sintezi za cepljenje Si-O vezi silan etraeter. S tem razlogom je bolj reaktiven  kot HF. Reagira hitreje s t-butildimetisilil (TBDMS) etri kot triisopropilsilil (TIPS), etri.
Fluorosilicijeva  kislina in soli se uporabljajo kot sredstva za zaščito lesa.

## Varnost
Fluorosilicijeva kislina sprošča vodikov fluorid ko izpareva, tako da ima podobna tveganja. Ta je jedka in lahko povzroči zastrupitev s fluoridom, vdihavanje hlapov lahko povzroči pljučni edem. Na fluorovodik sta občutljiva tudi steklo in keramika.